# 2MASS J06320617+8305014
2MASS J06320617+8305014 ist ein Brauner Zwerg im Sternbild Giraffe. Er wurde 2008 von I. Neill Reid et al. entdeckt und gehört der Spektralklasse L0,5 an.